# سفیان خلف‌الله
سفیان خلف‌الله (انگلیسی: Sofiane Khalfallah؛ زادهٔ ۱۴ دسامبر ۱۹۶۸) بازیکن هندبال اهل الجزایر بود.